# Nomada melanura
Nomada melanura là một loài Hymenoptera trong họ Apidae. Loài này được Mocsáry mô tả khoa học năm 1883.